# Bay Hill Club & Lodge
De Bay Hill Club & Lodge is een countryclub in de Verenigde Staten. De club werd opgericht in 1969 en bevindt zich in Bay Hill, Florida. De club beschikt over een 27-holes golfbaan, waarvan een 18-holes en een 9 holesbaan.
Naast een 27-holes-baan, beschikt de club ook over 70 slaapkamers, een fitnesscentrum, een zwembad en zes tennisbanen.

## Geschiedenis
In 1969 ontstond de club en bouwde drie 9-holes golfbanen: de "Challenger"-, de "Champion"- en de "Charger"-baan. In 1974 werd golficoon Arnold Palmer de eigenaar en tevens de voorzitter van de club. In 2009 werd de "Challenger"- en de "Champion" baan grondig gerenoveerd en omgevormd tot een 18-holes golfbaan.
De enige 9 holesbaan, de "Charger", wordt momenteel gebruikt als een oefenveld voor haar leden en bezoekers.

## Golftoernooien
De golftoernooien worden gespeeld op de Challenger/Champion-baan. De lengte van de baan voor de heren is 6749 m met een par van 72. De  course rating is 75,9 en de slope rating is 139.
- Arnold Palmer Invitational: 1974-heden